# 戦闘員、派遣します!
『戦闘員、派遣します！』（せんとういん、はけんします）は、暁なつめによる日本のライトノベル。イラストはカカオ・ランタン。『小説家になろう』上で連載された同名のWeb小説をリメイクするかたちで、角川スニーカー文庫（KADOKAWA）より2017年11月1日から刊行されている。「次のヒット作はこれだ！ 新作ラノベ総選挙2018」（ブックウォーカー）では2位を獲得している。2022年6月時点で電子版を含めたシリーズ累計部数は100万部を突破している。
メディアミックスとして、鬼麻正明によるコミカライズ作品が『月刊コミックアライブ』にて2018年5月号より2024年5月号まで連載。2021年4月から6月までテレビアニメが放送された。

## あらすじ
大企業ながら世界征服を掲げる秘密結社「キサラギ」は、ヒーローたちを打倒し目的を達成しつつある中、侵略後に生じる戦闘員のリストラ問題を解決するべく他の惑星侵略を計画する。その尖兵として選ばれた戦闘員六号は、補助として製作されたアンドロイドのキサラギ=アリスを伴って否応なしに地球に類似した惑星へと転送させられる。
目的地に到着した六号は、侵略地となる惑星がファンタジーのような世界であり、またその土地の人間が魔王軍なる侵略者と戦争を行っていることを知る。人間が治めるグレイス王国に戦闘のプロとして潜入した六号は、スノウ、ロゼ、グリムたちの様などこか悪目立ちする性格をもった仲間を現地で招集したりトラ男やリリス達キサラギのメンバーを呼び寄せながら、ハイネ達魔王軍の撃退や惑星の調査や侵略作戦を展開していく。

## 登場人物
声の項はテレビアニメ版の声優。

### 主要人物
戦闘員六号（せんとういんろくごう）
声 - 白井悠介
本作の主人公。秘密結社キサラギの下っ端戦闘員。性格は卑屈で捻くれており、悪の組織らしい発言が目立つが、一方で根は優しく頼み込まれると嫌といえない一面ももつ。組織では幹部に次ぐ古参メンバーで戦闘力も高く、トップクラスの任務遂行率を誇るも、前述の性格が災いして未だに戦闘員クラスに甘んじている。
グレイス王国では亡国の戦闘員だったという設定で傭兵として雇われ、スノウたちを率いて外道とも取れる方法で魔王軍と戦う。その過程で「悪行ポイント」を稼ぐべく、セクハラなどの方法を現地の人間や魔物に行う。身近に女性が多いが本命はアスタロトという節があり、アスタロトの方も六号に気があるのだが、当のアスタロトが素直じゃないため、恋仲には進展していない。六号の女性達への評価は｢アスタロト様はちっともなびかないし、グリムは地雷で、ロゼは怖い、スノウは論外だ。｣とのこと。
キサラギ＝アリス
声 - 富田美憂
本作のヒロイン。キサラギが製造した高性能アンドロイド。外観は年端もいかない美少女だが、それに反して口調は大人びている。サポート対象である六号に対しては辛辣な発言が多いものの、相棒としては素直に信頼を寄せている。本人自体は悪行ポイントを持っていないため、六号の悪行ポイントを使用し武器を取り寄せサポートする。生まれてすぐに任務に駆り出された影響か、他人から贈り物を貰うことには喜びを見せる一面もある。科学至上主義で、アンデットや魔法といったオカルトを非常に嫌い、グリムが呼び出した大悪魔すら直接会ったにも関わらず信じなかった。
スノウ
声 - 菊池紗矢香
グレイス王国近衛騎士団の隊長。最年少(十二歳)で騎士に叙任されている。現在、十七歳。スラム出身の孤児だったが努力を重ねて現在の地位を手に入れた。国や王家への忠誠心は高い一方で、出自の反動から出世欲が非常に強く、金や名誉、武器となる名刀への執着が並外れているが、ロゼ達と触れ合う内にそれを投げ出してでも仲間を守りたいと思うようになる。自分の容姿は良いが性格は難がある事を自覚しており、それなりに露出の高い服装をしてはいるが性的な事に関しては奥手で、六号のセクハラや発言にいつも振り回されている。
最初こそ腹立たしく思っていた六号に何度も救われる内に好意を抱くようになるが、彼らがスパイである旨を発言している場に出くわしてしまい、彼らを王宮から追い出すことになる。しかし、王国がハイネ達に襲われた際に救われることで再び彼らと共に戦うことを決める。ストーリーが進むごとに残念さが増していき、王国にハイネ達が来襲した戦いをピークに六号からの評価もどんどん暴落している。
ロゼ
声 - 村上奈津実
六号が隊長を務める遊撃隊にメンバーとして招集された戦闘用キメラ。食した魔物などの能力をコピーする力をもつ。必殺技は炎を口から放つ「クリムゾンブレス」。「おじいちゃん」と慕う創造者からの遺言を大切にするあまり中二病のような口調で会話をする。おじいちゃんの遺言で多くの魔獣を喰らい最強のキメラになるのが目的。能力とは関係なくともなんでも食べたがる食いしん坊だが、昆虫系は苦手。
元々遺跡の中にあるアーティファクトの中で眠っており、目覚めた際に自らやおじいちゃんの事が全くわからなかったため、グレイス王国の部隊には遺跡の研究結果を引き換えに参加している。六号のことを「隊長」と呼んで慕っている。彼とアリスから渡されたキサラギバッジを付けており、2人に言われた「戦闘員」と自称することもある。戦闘用キメラというだけあり戦闘力は高く、肉弾戦で本気の六号と互角にやり合える程。飢えすぎると、人食も厭わなくなるため、六号からは怖い奴と思われている。
グリム
声 - 髙橋ミナミ
六号の遊撃隊に招集された、不死と災いを司る邪神を崇める「ゼナリス教」の大司教。邪神の代行者として魔法を行使することで、攻撃や不死の力を扱える。婚期を逃したことが切っ掛けで自暴自棄となり、入信した結果そのまま現在の地位に上り詰めた。不死のため神殿で死体と供物を与える事で一晩で何度でも甦ることが出来、崇める神の関係から人らしい扱いを受けていなかった。呪いの力は強大である一方、失敗した際にはその効果が自らに跳ね返るというデメリットを抱えており、グリムの場合は成功率は約8割。車椅子に乗っている理由は脚が悪い訳ではなく、単に靴が履けなくなる呪いが跳ね返っているだけ。はしゃぎ回ったりして戦闘前から怪我が多いことを六号から指摘されている。
生き返る時に傍に付き添って人らしく接してくれた上、新しい車椅子をプレゼントしてくれた六号のことを気に入っている。見た目は美人ではあるが、自他共に認める重い女性であるが故に浮いた話は全くない。優しくしてきた男性にその気がなかったりすると、問答無用で呪いを食らわすなど、スノウとは違う意味で残念な美人である。

### 秘密結社キサラギ
アスタロト
声 - 渡部紗弓
「氷結のアスタロト」の通称で知られる最高幹部の1人。六号に対して好意を抱いているものの、派遣先で女性たちとの接触が多い彼に対してやきもきすることが多い。
ベリアル
声 - 日高里菜
「業火のベリアル」の通称で知られる最高幹部の1人。戦闘員の指揮を主に担当する。本名は「三条ゆかり」。リリスによる改造手術を受けた際、諸事情により記憶の一部を失い正反対の性格となる。『レンチン』という電子レンジの亜種みたいな必殺技が使える。
リリス
声 - 石原夏織
「黒のリリス」の通称で知られる最高幹部の1人。世界最高レベルの科学者であり、アリスや転送装置などの開発者。本名は安田。
秘密結社キサラギ理想の上司アンケートでは万年ビリ。散財癖がある。
戦闘員二十二号（せんとういんにじゅうにごう）
小説2巻の巻末に収録されている『この素晴らしい世界に祝福を!』とのコラボ小説『この素晴らしい星に祝福を!』の主人公。自分の事をエリートだと思っているが苦労人気質。
『この素晴らしい世界に祝福を!』の舞台である惑星を侵略する為に調査任務としてアクセルの街に降り立ったが、主人公のカズマを始めとした非常識な面々と関わった結果、自信を喪失して、この惑星の侵略は絶対に止めるべきだとキサラギに報告して地球に帰還した。
トラ男
声 - 小山力也
トラ男。語尾にニャンをつけて喋る。性別関係なく小さい子が好き。最強の怪人。

### グレイス王国
ティリス
声 - 前田佳織里
グレイス王国の王女。フルネームはクリストセレス＝ティリス＝グレイス。王様にかわり実質的に国を取り仕切っている。見かけは美少女だが性格は腹黒。兄は国に伝わる伝説の勇者。魔法も使うことができるが、実践できるほどではない。
グレイス王国に来た戦闘員六号達を個人的に直属の部下とした。
王様
声 - 土師孝也
グレイス王国の国王。
参謀
声 - 小形満
グレイス王国の参謀。
自らの策より結果を残す六号達を憎らしく思い、スノウを利用して彼らを追い出そうとしていた。結果的に彼らが去ることでスノウを近衛騎士団に戻すも、最終的に戻ってきた六号によってガムテープで残り少ない髪の毛を剥ぎ取られる。
将軍
声 - 堀内賢雄
グレイス国の将軍。

### トリス王国
エンゲル
声 - 三宅健太
水精石を取り扱うトリス王国の第一王子。大変好色な事で有名であり、頭髪が薄くて肥満体。
グレイス王国への輸出減によってダブついた水精石を処分し、魔王軍からの進行を防ぐため魔王軍と不可侵条約を結ぼうとしていた。
六号達が交渉に向かうまでハイネの胸ばかり見ているような変態オヤジだったが、グリムが六号に向かって放った不能になる呪いを受け、以前とは大きく変わり俗物的な事へ興味がなくなり聖人のような性格になった。交渉を有利にしようとしたハイネとスノウに言い寄られ勝ち誇ったような微笑みを六号に向けたことで無礼を働かれ、グレイス王国に宣戦布告する。

### 魔王軍
バイパー
魔王軍を率いる魔王。先代魔王の子。時間に干渉する魔法を使う。時間を止める魔法を用いた攻撃『魔王パンチ』は大魔獣すら怯ませる。
ハイネ
声 - 瀬戸麻沙美
魔王軍四天王『炎のハイネ』。褐色肌で尖った耳を持つスタイルのいい美女。自称意外と尽くすタイプ。
補給部隊を襲撃した際にグリフォンに乗って現れた四天王の1人。キメラであるロゼですら防ぎきれない強力な魔法を使うことができる強力な魔術師。六号に出会う度に毎回悪行ポイントの糧にセクハラされる。
氷結剣アイスベルグを溶かされたスノウにかなりの魔力を注ぎ込んでいた魔導石を吹き飛ばされ、それを六号に奪われたため屈辱を味合わされ、六号を付け狙うようになる。その後、大量の魔物とゴーレムを連れて王国に攻め込むが、六号の対戦車ライフルと対装甲車両切断用振動バッドソードタイプRにより同行していたものを全て破壊され、1ヶ月の停戦協定を結ばされる。
ガダルカンド
声 - 山本兼平
魔王軍四天王『地のガダルカンド』。角を生やし屈強な体格をした魔物。
ハイネと共に現れ、グリムを殺害した。後にハイネと共に王国に攻め込むが戦闘服のリミッター解除した六号が転送してきた対装甲車両切断用振動バッドソードタイプRによって切り刻まれミンチにされる。
ラッセル
声 - 伊藤美来
魔王軍四天王『水のラッセル』。オッドアイをした女の子と見まごうほどの美少年な戦闘キメラ。
「ねえ、コイツ僕のおもちゃにしてもいい？」「あーあ、飽きちゃったから壊しちゃおっかな」とかたまに言うことがあるらしい。
その可憐な容姿からトラ男に気に入られてしまい、半脅し的に六号達に捕虜として協力することになってしまう。
ファウストレス
声 - 柳田淳一
魔王軍四天王『風のファウストレス』。
勇者に追い詰められ、勇者と共にランダムテレポートを行い行方不明となる。
勇者と共にキサラギに拾われ戦闘員となっている描写がある。
力のギル
声 - 中野裕斗
ダスターの塔最上階の秘宝を守護しており、勇者を退かせた魔物。
不意打ちを受けて落ちそうになっているリスタを人質に取られ、六号達に一方的に攻撃され瀕死にされる。
知のリスタ
声 - 内藤玲
ダスターの塔最上階の秘宝を守護しており、勇者を退かせた魔物。
六号の不意打ちを受けて塔の吹き抜けから落ちかけ、どうにか最上階に戻るも瀕死のギルを人質に六号に脅迫される。

### 法制機関ヒイラギ
アーデルハイト・クリューゲル
法制機関ヒイラギの使徒であり、登場の際には「《救済の鈍色》アーデルハイト・クリューゲル」と名乗りをあげる。愛称はアデリー。白い戦闘服を身に纏い高い戦闘能力を誇る、自称正義の使者。
フリッツ
アーデルハイトの上司。男装をしている。自室に戦闘員十号が住み着いているが、気が付く様子はない。

### 大魔獣
砂の王
土地を砂漠化する巨大魔獣。テザン砂漠を縄張りとしており、昼間のみ行動する。背中には「水の実」と呼ばれる水分を魔力で圧縮したものが蓄えられている。
魔族の国を侵食し砂漠化したことで、魔族が住む場所を失い人類と敵対する原因となった。
モケモケ
声 - 久野美咲
巨大なザリガニのような風貌。煮て食べると美味しいらしい。鳴き声は「もけもけ」。

## 用語
秘密結社キサラギ
六号が所属する結社であり、悪行によって地球を支配する組織。物語開始段階でほぼ地球の征服が完了しており、新たな支配地を開拓するため転送装置を使用して他の惑星へのルートを作ろうとしている。
元々は六号、アスタロト、ベリアル、リリス達が立ち上げた小さな組織であり、現在は六号以外の三人が最高幹部を務めている。
悪行ポイント
声 - 大久保瑠美
秘密結社キサラギに所属する者が個別に所有するポイントシステムで、行った悪行の大きさによって自動的に査定され貯まるようになっている。
貯めたポイントは主にキサラギ製の武器を転送するために使用され、取り寄せるものにより必要なポイントが異なる。転送はキサラギのメンバーが行っているため、在庫が無い場合やメンバーが忙しい時には取り寄せられないこともある。
貯蓄ポイントがマイナスとなる状況でも前借りして取り寄せることは出来るが、その状態で日本に戻ると制裁部隊から折檻を受けることになる。
本来は悪事を行って貯めたポイントを使用し強力な装備を得て更に大きな悪事を働く事で強くなる事を目的とされたシステムだが、悪人になりきれない六号はセクハラ等の小さな悪事を行いエロ本等の嗜好品に変えるという目的に使用していた。
グレイス王国
六号達が最初に降り立った惑星に存在する王国。
何故か地球に存在する物と同系列のアーティファクトが多数存在しており、はるか昔の大戦で使用された物として保管されたり、王族が行う祭事の際に使用されたりしているが、現在の住民の技術では修理等を行うことは出来ない。
長くにおける魔王軍との戦いで疲弊しており、戦闘員がほぼ老人と女性のみという状態となっている。
ゼナリス教
不死と災いを司る邪神の女神「ゼナリス神」を崇める宗教。
供物と想いを礎とする呪術が特徴で、他者への呪いや復活等の種類がある。供物には本人と関わりが強く想いが篭ったものであることが必要で、死体とに供物を神殿にて捧げる事で一晩経つと復活することが出来る。
なお、女神ゼナリスは作者の別作品『この素晴らしい世界に祝福を!』に登場する、復讐と傀儡の女神レジーナの姉妹神にあたる。
キサラギ製戦闘服
高い戦闘能力を誇る服で、六号達が着ている戦闘服。
安全装置を解除すると1分間ゴーレムをも持ち上げ放り投げるほどの戦闘力を発揮することができる代わりに、3分間のクールダウンが必要となり全く身動きできなくなる。
対装甲車両切断用振動バッドソードタイプR
キサラギ製の特殊武装で、1分間しか使用できないが切れ味は抜群であり名前の通り装甲車両すら両断する。通称「Rバッソ」。
六号の得意武器であり、何人もの正義の味方を葬ってきた。

## 制作背景
本作は、作者の暁なつめが「夏希秀明」名義（作品別の作者名は「戦闘員三号」）で「小説家になろう」で連載していた作品であった。しかしかつて連載していただけであり、暁がラノベ作家デビューするときにはこの作品の存在は出版社側には知られておらず、書籍化はされなかった。しかし後に同じラノベ作家の長月達平が、本作の存在を角川スニーカー文庫の人間に伝えたことで書籍化が決まった。
2021年3月中には、本作のアニメ化を記念して、ラノベ1〜5巻の表紙がリニューアルされた。

## 既刊一覧

### 小説
- 暁なつめ（著）・カカオ・ランタン（イラスト） 『戦闘員、派遣します！』 KADOKAWA〈角川スニーカー文庫〉、既刊7巻（2022年6月1日現在）
  1. 2017年11月1日初版発行（同日発売[13]）、ISBN 978-4-04-106110-7
  2. 2018年5月1日初版発行（同日発売[14]）、ISBN 978-4-04-106112-1
  3. 2019年4月1日初版発行（同日発売[15]）、ISBN 978-4-04-107556-2
  4. 2019年9月1日初版発行（同日発売[16]）、ISBN 978-4-04-107557-9
  5. 2020年1月1日初版発行（同日発売[17]）、ISBN 978-4-04-108974-3
  6. 2020年9月1日初版発行（同日発売[18]）、ISBN 978-4-04-109537-9
  7. 2022年6月1日初版発行（同日発売[19]）、ISBN 978-4-04-109537-9

### 漫画
- 暁なつめ（原作）・カカオ・ランタン（キャラクター原案）・鬼麻正明（漫画） 『戦闘員、派遣します！』 KADOKAWA〈MFコミックス アライブシリーズ〉、全12巻
  1. 2018年8月23日初版第一刷発行（同日発売[20]）、ISBN 978-4-04-065045-6
  2. 2019年3月23日初版第一刷発行（同日発売[21]）、ISBN 978-4-04-065494-2
  3. 2019年9月21日初版第一刷発行（9月20日発売[22]）、ISBN 978-4-04-064027-3
  4. 2020年3月23日初版第一刷発行（同日発売[23]）、ISBN 978-4-04-064500-1
  5. 2020年9月23日初版第一刷発行（同日発売[24]）、ISBN 978-4-04-064893-4
  6. 2021年3月23日初版第一刷発行（同日発売[25]）、ISBN 978-4-04-680305-4
  7. 2021年9月22日初版第一刷発行（同日発売[26]）、ISBN 978-4-04-680734-2
  8. 2022年3月23日初版第一刷発行（同日発売[27]）、ISBN 978-4-04-681224-7
  9. 2022年10月21日発売[28]、ISBN 978-4-04-681767-9
  10. 2023年3月23日発売[29]、ISBN 978-4-04-682244-4
  11. 2023年11月22日発売[30]、ISBN 978-4-04-682839-2
  12. 2024年5月23日発売[31]、ISBN 978-4-04-683566-6

## テレビアニメ
2020年3月にテレビアニメ化が発表され、2021年4月から6月までAT-Xほかにて放送された。

### スタッフ
- 原作 - 暁なつめ[6]
- 原作イラスト - カカオ・ランタン[6]
- 監督 - 赤城博昭[6]
- シリーズ構成 - 菅原雪絵[6]
- キャラクターデザイン - 諏訪壮大[6]
- 美術監督 - 杉本智美[9]
- 美術設定 - 杉本智美、廣瀬義憲
- 色彩設計 - 岡田恵沙[9]
- 撮影監督 - 黒澤豊[9]
- 編集 - 松原理恵[9]
- 3DCGlディレクター - 春日俊介
- 音響監督 - 岩浪美和[9]
- 音響効果 - 小山恭正[9]
- 録音調整 - 山口貴之[9]
- 音楽 - 甲田雅人[6]
- 音楽プロデューサー - 穴井健太郎[34]
- 音楽制作 - 日本コロムビア[9]
- プロデューサー - 石上丈太郎[34]、神戸優貴[34]、松田大洋[34]、松倉友二[34]、谷口博康[34]、Adam Zehner[34]、深谷成輝[34]、丸山創[34]、齋藤宙央[34]、尾形光広[34]
- アニメーション制作プロデューサー - 藤代敦士[34]
- アニメーション制作 - J.C.STAFF[6]
- 製作 - 「戦闘員、派遣します！」製作委員会[6]

### 主題歌
「No.6」
伊藤美来によるオープニングテーマ。作詞・作曲は園田健太郎、編曲は千葉岳洋。
「Home Sweet Home」
キサラギ＝アリス（富田美憂）、スノウ（菊池紗矢香）、ロゼ（村上奈津実）、グリム（髙橋ミナミ）によるエンディングテーマ。作詞はミズノゲンキ、作曲・編曲は設楽哲也。

### 各話リスト
| 話数     | サブタイトル               | 脚本     | 絵コンテ | 演出     | 作画監督                                                                                | 総作画監督                        | 初放送日      |
| -------- | -------------------------- | -------- | -------- | -------- | --------------------------------------------------------------------------------------- | --------------------------------- | ------------- |
| 第一話   | 工作員、派遣します！       | 菅原雪絵 | 赤城博昭 | 則座誠   | 都築裕佳子 小川浩司 金正男 彭佩琦 山本知広                                              | 諏訪壮大                          | 2021年 4月4日 |
| 第二話   | 商売仇を蹂躙せよ           | 菅原雪絵 | 高田耕一 | 金承徳   | 秋元はるか Jumondou Seoul                                                               | 山崎正和 谷川亮介 小森篤 諏訪壮大 | 4月11日       |
| 第三話   | 正しい塔の攻略法           | 菅原雪絵 | 遠藤重明 | 藤原和々 | 中山由美 山中いづみ 金正男                                                              | 小森篤                            | 4月18日       |
| 第四話   | 悪の幹部の倒し方           | 菅原雪絵 | 高田耕一 | 湖山禎崇 | 小川浩司 金正男 彭佩琦 井本由紀 山本雅章 小野和美 山中いづみ 寿門堂                     | 諏訪壮大 藤井昌宏                 | 4月25日       |
| 第五話   | ヒーローになるために       | 菅原雪絵 | 福島利規 | 西村大樹 | 都築裕佳子 中山由美 清水博幸 Jumondou Seoul                                             | 藤井昌宏 小森篤                   | 5月2日        |
| 第六話   | 戦闘員、派遣します！       | 菅原雪絵 | 福島利規 | 西田健一 | 山本雅章 小野和美 山中いづみ 中島美子 小川浩司 下江一正 光の園 寿門堂 Kプロ             | 藤井昌宏 小森篤 諏訪壮大          | 5月9日        |
| 第七話   | ペテン師系婚活女子         | 重信康   | 福島利規 | 藤原和々 | 都築裕佳子 彭佩琦 山中いづみ 大原大 山本知広 小野和美 小川浩司 寿門堂                   | 諏訪壮大 藤井昌弘                 | 5月16日       |
| 第八話   | 腹黒系汚職騎士             | 重信康   | 高田耕一 | 西村大樹 | 服部益実 Jumondou Seoul                                                                 | 小森篤 小野和美                   | 5月23日       |
| 第九話   | 肉食系女子キメラ           | 重信康   | 遠藤重明 | 則座誠   | 川島尚 金正男 中山由美 森悦史 村松尚雄 彭佩琦 スタジオギガ 光の園・アニメーション Kプロ | 藤井昌宏 小森篤                   | 5月30日       |
| 第十話   | キサラギ幹部、配信します！ | 重信康   | 高田耕一 | 久保太郎 | 彭佩琦 小野和美 山本雅章 大原大 山中いづみ 清水博幸 光の園 Kプロ                        | 諏訪壮大 藤井昌弘                 | 6月6日        |
| 第十一話 | 悪の幹部の泣かせ方         | 菅原雪絵 | 高田耕一 | 藤原和々 | 都築裕佳子 小野和美 山中いづみ 彭佩琦 ONE ORDER 光の園 Kプロダクション                  | 藤井昌宏 小森篤                   | 6月13日       |
| 第十二話 | 強い相棒と賢い相棒         | 菅原雪絵 | 吉川博明 | 西田健一 | 都築裕佳子 中山由美 山本知広 山本雅章 彭佩琦 山中いづみ 川島尚                          | 諏訪壮大 藤井昌宏 小森篤          | 6月20日       |

### 放送局
| 放送期間               | 放送時間                     | 放送局     | 対象地域 | 備考                                                                  |
| ---------------------- | ---------------------------- | ---------- | -------- | --------------------------------------------------------------------- |
| 2021年4月4日 - 6月20日 | 日曜 21:00 - 21:30           | AT-X       | 日本全域 | 製作参加 / CS放送 / リピート放送あり                                  |
| 2021年4月5日 - 6月21日 | 月曜 0:30 - 1:00（日曜深夜） | TOKYO MX   | 東京都   | 製作参加                                                              |
|                        | 月曜 0:45 - 1:15（日曜深夜） | KBS京都    | 京都府   |                                                                       |
|                        | 月曜 1:00 - 1:30（日曜深夜） | サンテレビ | 兵庫県   | 6月13日放送分はポートアイランド社屋から送出される最後の番組となった。 |
| 2021年4月6日 - 6月22日 | 火曜 0:00 - 0:30（月曜深夜） | BS日テレ   | 日本全域 | 製作参加 / BS放送 / 『アニメにむちゅ〜』枠                            |

インターネットでは、dアニメストアにて2021年4月4日より毎週日曜21時30分に地上波先行最速先行配信が行われ、それ以外の配信サイトでは同年4月11日0時より順次配信。

### BD / DVD
| 巻 | 発売日         | 収録話          | 規格品番  | 規格品番   |
| 巻 | 発売日         | 収録話          | BD        | DVD        |
| -- | -------------- | --------------- | --------- | ---------- |
| 1  | 2021年7月28日  | 第1話 - 第3話   | KAXA-8111 | KABA-10991 |
| 2  | 2021年8月25日  | 第4話 - 第6話   | KAXA-8112 | KABA-10992 |
| 3  | 2021年9月29日  | 第7話 - 第9話   | KAXA-8113 | KABA-10993 |
| 4  | 2021年10月27日 | 第10話 - 第12話 | KAXA-8114 | KABA-10994 |

### Webラジオ
戦闘員六号役の白井悠介とキサラギ＝アリス役の富田美憂によるWebラジオ『戦闘員、ラジオに派遣します！』が、2021年4月10日から7月3日まで音泉にて隔週土曜に配信された。全7回。

#### ゲスト
- 第3回（5月8日） - 菊池紗矢香
- 第5回（6月5日） - 村上奈津実
- 第6回（6月19日） - 髙橋ミナミ